# Ballade pour Adeline
"Ballade pour Adeline" (dịch nghĩa: Bản ballad dành cho Adeline) là một bản nhạc hòa tấu của Richard Clayderman vào năm 1977, được sáng tác bởi Paul de Senneville. Paul de Senneville đã sáng tác tác phẩm này cho con gái mới sinh của ông, Adeline. Doanh thu toàn cầu của bản ghi âm đã đạt 22 triệu bản tại 38 quốc gia. Nó còn là bản nhạc trứ danh của Clayderman.
Nghệ sĩ thổi kèn người Pháp Jean-Claude Borelly đã ghi âm lại phiên bản riêng vào đầu những năm 1980.
Richard Clayderman biểu diễn bản nhạc cùng với nghệ sĩ ghi ta Francis Goya vào năm 1999, sau đó phát hành album phòng thu mang tên Together. Bản ghi âm này cũng dùng chung phần nhạc đệm.
Phiên bản mới được phát hành trong album phòng thu A Thousand Winds của Richard Clayderman vào năm 2007 để kỉ niệm 30 năm kể từ ngày phát hành "Ballade Pour Adeline".

## Bảng xếp hạng
(Bản Richard Clayderman)
| Bảng xếp hạng (1977-1981)       | Vị trí cao nhất |
| ------------------------------- | --------------- |
| Áo (Ö3 Austria Top 40)          | 1               |
| Đức (GfK)                       | 6               |
| Netherlands (Dutch Top 40)      | 32              |
| New Zealand (Recorded Music NZ) | 36              |
| Na Uy (VG-lista)                | 2               |
| Thụy Điển (Sverigetopplistan)   | 6               |
| Thụy Sĩ (Schweizer Hitparade)   | 1               |

## Liên kết
- Listen to Ballade pour Adeline - Official version - on You Tube
- The Delphine team - The official Clayderman Website